# نجمة الكومنولث

نجمة الكومنولث هي قمة شعار أستراليا

نجمة الكومنولث (بالإنجليزية: Commonwealth Star) (المعروفة أيضًا باسم نجمة الاتحاد، أو نجمة السبعة نقاط) هي نجمة ذات سبع نقاط ترمز إلى اتحاد أستراليا الذي دخل حيز التنفيذ في 1 يناير 1901.
النجمة ذات الست نقاط تمثل الولايات الست الأصلية لكومنولث أستراليا، بينما تمثل النقطة السابعة الأقاليم وأي دول مستقبلية أخرى في أستراليا. كان للنجمة الأصلية ست نقاط فقط؛ ومع ذلك، أدى إعلان إقليم بابوا في عام 1905 إلى إضافة النقطة السابعة في عام 1909 لتمثيلها والأراضي المستقبلية.
نجمة الكومنولث هي إحدى السمات المميزة للعلم الأسترالي، على عكس علم نيوزيلندا المماثل.

## صور

علم استراليا
شعار النبالة الأسترالي (تم اعتماده عام 1912)
1908 شعار النبالة
علم الملكة الأسترالي الشخصي  [لغات أخرى]‏
علم الحاكم العام لأستراليا  [لغات أخرى]‏ (استخدم بين 1908-1936)
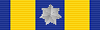
وسام خدمة قوات الدفاع بشريط  [لغات أخرى]‏ نجمة الاتحاد (المشبك الخامس)
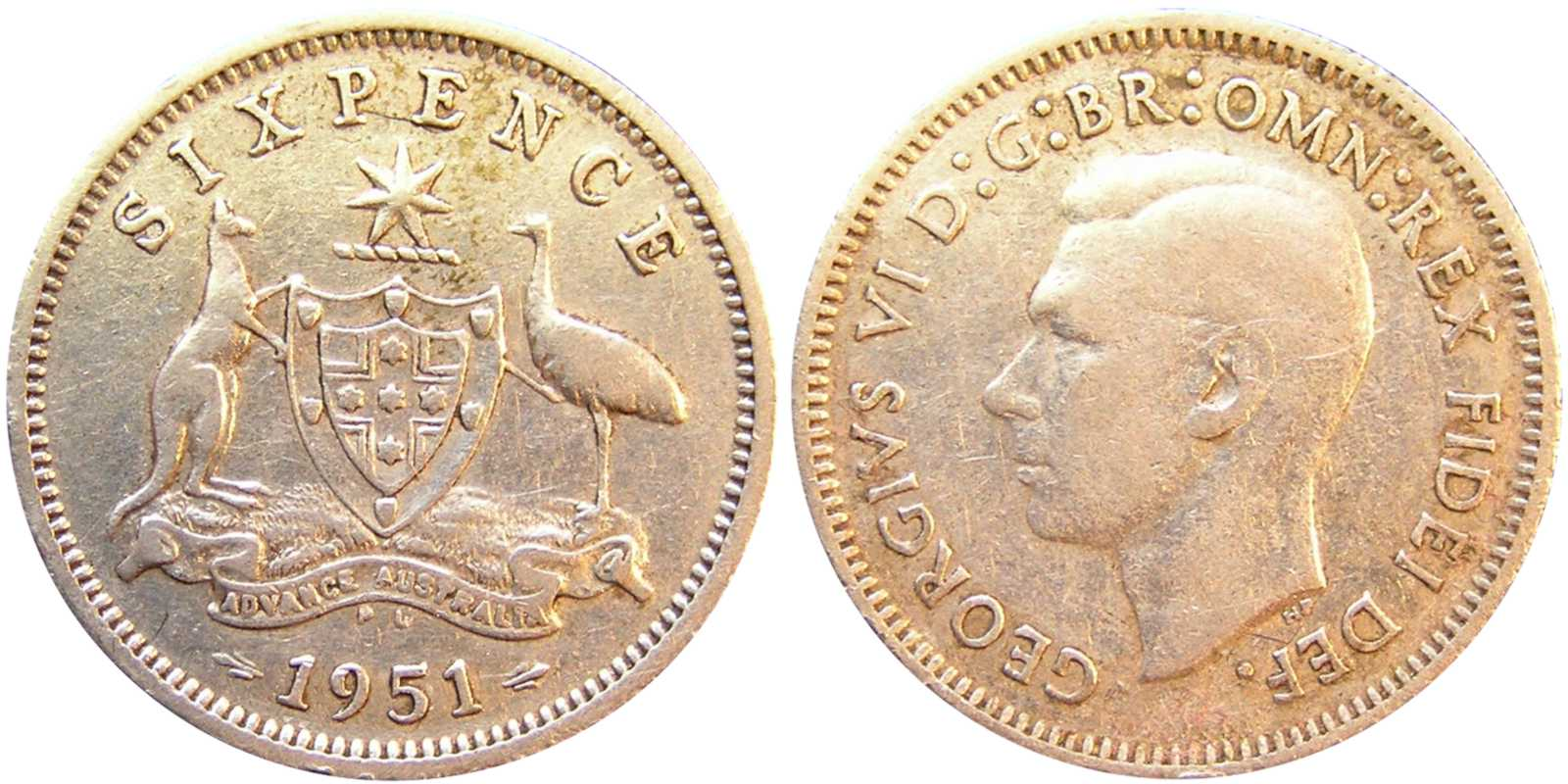
ستة بنسات (أسترالية)
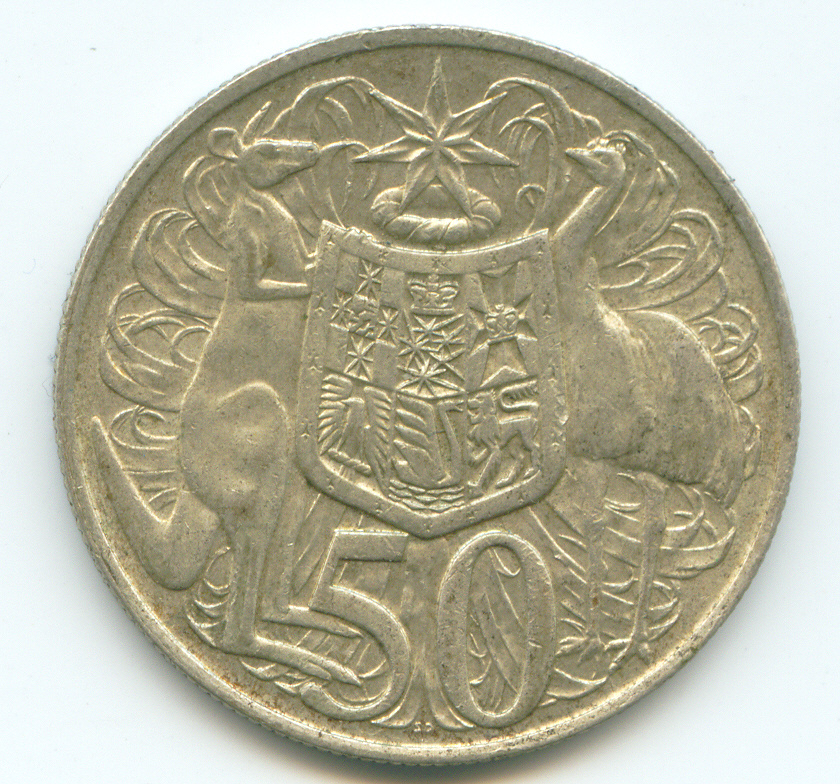
عملة خمسين سنت أسترالية مستديرة 1966 (دائرية)
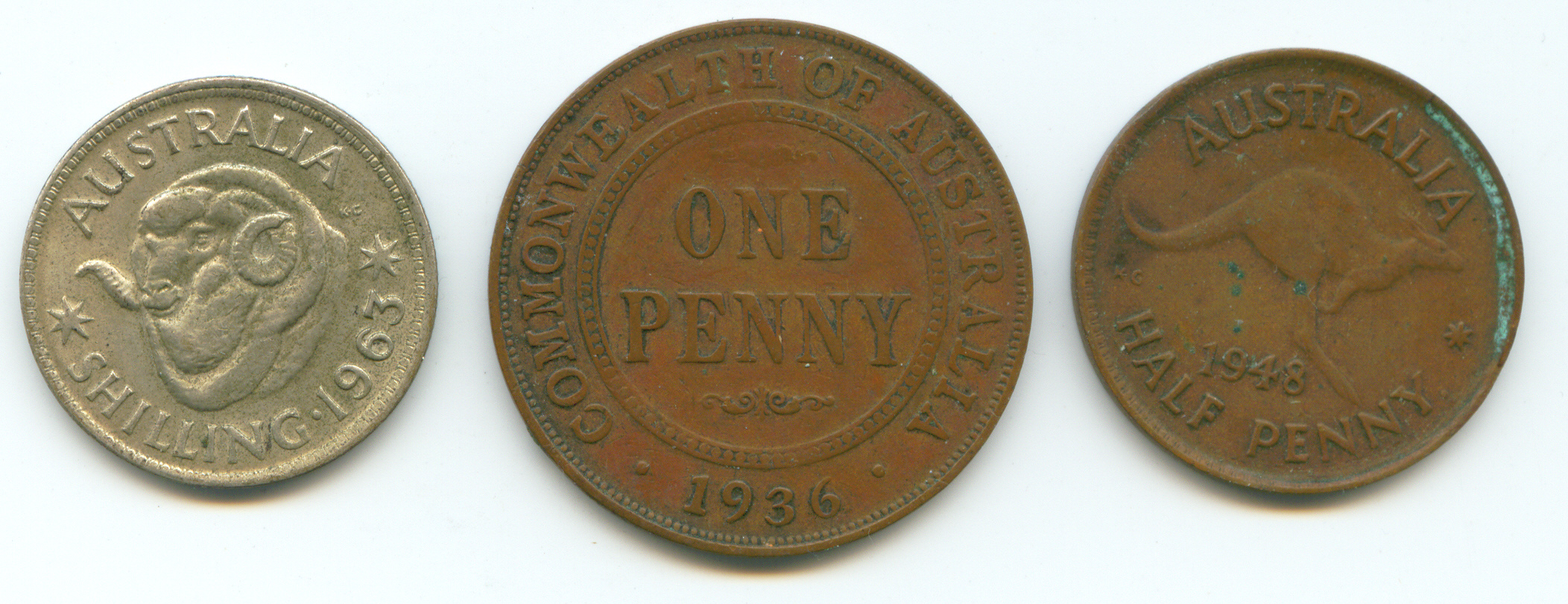
عملات معدنية من الجنيه الاسترالي  [لغات أخرى]‏
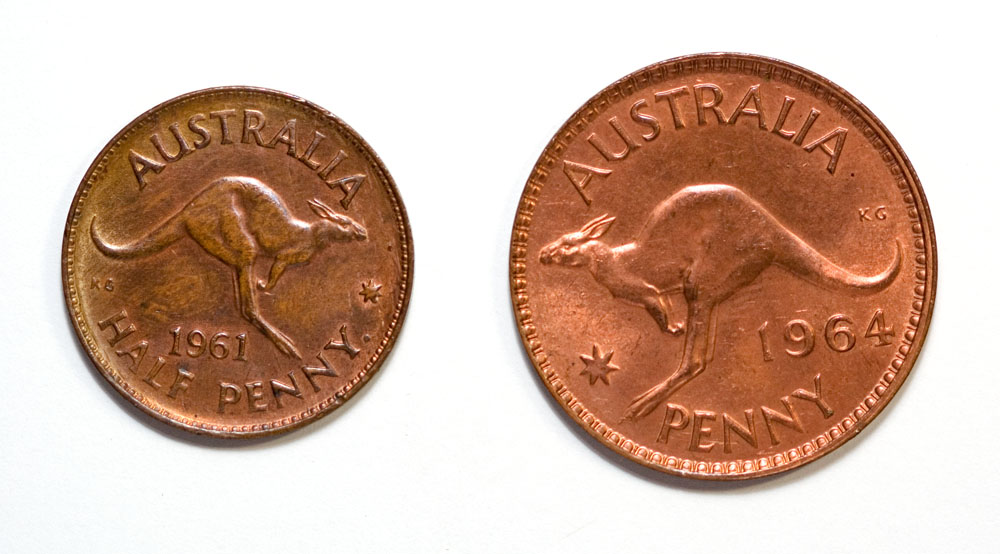
نصف بنس (أسترالي) عملة بنس أسترالي